# Єлеуов Серік Саматович
Серік Саматович Єлеуов (каз. Серік Саматұлы Елеуов, нар. 15 грудня 1980) — казахський боксер-любитель, бронзовий призер Олімпійських ігор 2004 року. Заслужений майстер спорту Казахстану з боксу.

## Біографія
Серік Єлеуов народився 15 грудня 1980 року в місті Караганда. У 1989 почав займатися боксом. Його тренером був Володимир Маслінов, в подальшому боксер тренувався під керівництком Каната Галімтаєва. Першим серйозним успіхом спортсмена була перемога на юніорському чемпіонаті світу в 1998 році. У 1999 році Єлеуов виступив на дорослому чемпіонаті Азії, та зумів стати бронзовим призером.
У 2003 році взяв участь в Центральноазійських іграх, програвши у фіналі. У 2004 році боксер переміг на ліцензійному турнірі в Гуанчжоу, що дало йому можливість представити Казахстан на Олімпійських іграх в Афінах. На олімпійському турнірі Єлеуов здобув перемогу над Феліксом Діасом та Домініком Валентіно, вийшовши у півфінал. На цій стадії програв іменитому британському боксеру Аміру Хану, ставши бронзовим призером змагань.
Після закінчення кар'єри очолив дитячо-юнацьку спортивну школу олімпійського резерву Карагандинської області.

## Любительська кар'єра
Чемпіонат світу 1999 
- 1/16 фіналу. Переміг Петера Баласа (Словаччина) 9-2
- 1/8 фіналу. Переміг Арама Рамазяна (Вірменія) 12-3
- 1/4 фіналу. Програв Камілю Джамалутдінову (Казахстан) 5-12

 Олімпійські ігри 2004 
- 1/8 фіналу. Переміг Мануель Фелікс Діас (Домініканська Республіка) 28-16
- 1/4 фіналу. Переміг Доменіко Валентіно (Італія) 29-23
- 1/2 фіналу. Програв Амір Хану (Велика Британія) 26-40